# Deadbeat at Dawn
Deadbeat at Dawn ist ein US-amerikanischer Independentfilm von Jim Van Bebber aus dem Jahr 1988. Das Gangdrama mit Elementen des Action- und Martial-Arts-Films ist wegen seiner expliziten Gewaltszenen ein Kultfilm unter Splatterfans.

## Handlung
„Goose“ ist der kompromisslose Anführer seiner Gang „Ravens“, die sich erbitterte Schlachten mit ihren Rivalen, den „Spiders“, unter Führung von Danny, liefern. Als er bei seiner letzten Auseinandersetzung mit Danny jedoch schwer verletzt wird, überredet ihn seine Freundin Christy zum Ausstieg. Das Geld für dieses neue Leben will Goose sich als Drogendealer verdienen und so zieht er los, um Drogen zu verkaufen. Danny hat in der Zwischenzeit zwei Killer auf ihn angesetzt. Diese brechen in seine Wohnung ein, finden dort jedoch nur Christy vor. Sie entschließen sich, das unschuldige Mädchen zu quälen und zu töten.
Als Goose Christy tot auffindet, bricht für ihn eine Welt zusammen. Er beginnt hemmungslos harte Drogen und Alkohol zu konsumieren und kommt bei einem alten Junkie unter. Ein älteres Gangmitglied eröffnet ihm jedoch eine Chance: Danny hat zwischenzeitlich die beiden Erzrivalen vereint und plant einen großen Coup. Gemeinsam überfallen beide Gangs einen Geldtransporter und entkommen mit der Beute. Bei der berauschenden Siegesfeier werden die Ravens jedoch in einen Hinterhalt gelockt und ausgelöscht. Nur Goose gelingt es, dem Hinterhalt zu entgehen und mit dem Geld zu entkommen.
Er informiert Christys Schwester Iris und vereinbart einen Treffpunkt. Kurz vor dem gemeinsamen Treffen wird er jedoch von den Spiders erwischt und es kommt zu einer letzten Auseinandersetzung, in deren Verlauf Goose schwer verletzt wird, zuvor jedoch Danny töten kann. Mit letzter Kraft überreicht er Iris das Geld und damit die Möglichkeit, zu entkommen. Dann bricht er zusammen und stirbt auf offener Straße.

## Hintergrund
Deadbeat at Dawn war Jim Van Bebbers Regiedebüt. Neben der Regie übernahm der Filmemacher aus Ohio ebenfalls die Hauptrolle, schrieb das Drehbuch und war für die Spezialeffekte verantwortlich. Er finanzierte den Film über einen Studentenkredit, den er für sein Studium an der Wright State University in Dayton, Ohio erhalten hatte. Insgesamt kostete der Film weniger als 10.000 US-Dollar.
Der Film erschien in Deutschland ungekürzt auf Video. Eine DVD-Fassung von Cult Movies Entertainment ist jedoch in fünf Szenen geschnitten, zudem ist der Ton asynchron.

## Kritik
„Was diesen Film in erster Linie ausmacht sind die teilweise wirklich extremen Splatterszenen, in denen wirklich realistisch eine Menge Blut fließt. Des Weiteren ist die bedrückende Atmosphäre der grauen, grausamen und grauenhaften Stadt sehr gelungen, es scheint fast so, als ob der Film am Ende der Zeit spielt und nicht Ende der Achtziger Jahre. Schauspielerisch sehr gut gelungen, dramaturgisch ebenfalls, es stimmt eigentlich alles, bei diesem Film, sogar die relativ schlechte Bildqualität passt hinein.“